# Kris Van de Sande
Kris Van de Sande (Hasselt, 4 maart 1986) is een Belgisch fotograaf. Hij woont sinds 2016 in Antwerpen.

## Biografie
Van de Sande studeerde in 2004 als grafisch vormgever af aan het KTA 3 in Hasselt. Tijdens een carrière in design en webdesign ontdekte hij zijn passie voor fotografie. 

## Carrière
Na een aantal online projecten startte hij in 2011 zijn volwaardige mediacarrière als fotograaf voor de Vlaamse krant Het Nieuwsblad en andere Coreliopublicaties zoals De Standaard. Na het oprichten van het Mediahuis verhuisde hij naar Het Belang van Limburg. Daarnaast werd hij een fulltime commercieel fotograaf in 2012. Hij werkte ook mee met een intern VRT NWS project rond de moeder aller verkiezingen in 2014. In 2016 verliet hij het Mediahuis en stapte hij mee in het onafhankelijke online-medium Bad Republic.  
Als commercieel fotograaf fotografeerde Van de Sande campagnes voor onder andere Agentschap Wegen en Verkeer, Erasmushogeschool Brussel, de steden Hasselt en Genk. Daarbuiten werkt hij voor verscheidene andere binnenlandse en buitenlandse opdrachtgevers. Ook heeft hij zich gespecialiseerd in het fotograferen van attractieparken zoals onder andere de Efteling, Toverland, Plopsa en Bobbejaanland. Hij is tevens huisfotograaf van de Japanse Tuin (Hasselt) en NMSC. Hij bracht voor Modemuseum Hasselt verschillende tentoonstellingen in beeld, zoals Hello, my name is Paul Smith. Als setfotograaf verzorgde onder andere hij de foto's van de eerste twee seizoenen van de populaire Vlaamse jeugdreeks LikeMe en de kerstspecials van F.C. De Kampioenen en Loslopend Wild.

## Stijl
Zijn foto's zijn te herkennen aan de cinematografische belichting en volle, doch natuurlijke kleuren.
Tegenlicht krijgt in zijn praktijk een prominente plek en wordt toegepast op een eigenwijze manier.
Zijn stijl en keuze van onderwerpen zijn geïnformeerd door de geschiedenis van de cinema alsook hedendaagse modefotografie.

## Tentoonstellingen
- 2017 美しさ (Utsukushi-sa), Japanse Tuin (Hasselt) - Solo Tentoonstelling
- 2012 NX Masters, La Nonciature, Brussel
- 2011 Optiek, Villa Kiewit, Hasselt